# Вівсянчик патагонський
Вівся́нчик патагонський (Phrygilus patagonicus) — вид горобцеподібних птахів родини саякових (Thraupidae). Мешкає в Чилі і Аргентині.

## Опис

Самець патагонського вівсянчика

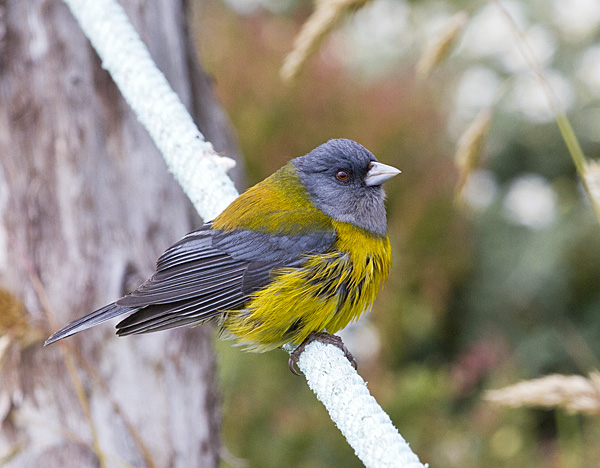
Самець патагонського вівсянчика

Довжина птаха становить 15-16 см. Виду притаманний статевий диморфізм. У самців голова, шия і верхня частина грудей темні, сизувато-сірі, обличчя чорнувате. Спина оливково-жовта з коричнюватим відтінком, нижня частина тіла зеленувато-жовта. Повкривні пера крил і хвіст темні, сизувато-сірі, махові пера сизуваті. У самиць голова, покривні пера крил і хвіст сірі, спина темно-оливкова, нижня частина тіла світло-жовтувато-зелена, нижня частина тіла світло-сіра.

## Поширення і екологія
Патагонські вівсянчики мешкають на півдні Чилі, на заході Аргентини (на південь від Неукена) та на Вогняній Землі. Взимку частина популяції мігрує до центрального Чилі, досягаючи Вальпараїсо і Сантьяго. Патагонські вівсянчики живуть в помірних нотофагусових лісах та в чагарникових заростях. Зустрічаються на висоті до 1800 м над рівнем моря, переважно на висоті до 1200 м над рівнем моря.Живляться переважно насінням. а також дрібними плодами і комахами. Гніздо чашоподібне, розміщується на землі, серед коріння. В кладці від 2 до 4 світло-зелених яєць, поцяткованих пурпурово-коричневими або пупурово-сірими плямками.